# Mannen mot naturen
Mannen mot naturen (MMN) är en idrottsförening från Kronoby kommun i Finland. MMN grundades år 2002 för att fånga upp de ungdomar som står utanför de mer etablerade idrottsföreningarnas intressesfär, men som ändå är intresserade av hård konditionsträning och god samvaro. Höjdpunkten på verksamhetsåret är deltagandet i  världsmästerskapen i kärrfotboll, som ordnas i mitten av juli månad på Pölhövaara kärr i Hyrynsalmi i finska Lappland. MMN var det första laget från svenska Österbotten att delta i turneringen (år 2003, i hobbyserien) och är hittills regionens mest framgångsrika lag med silver i VM 2004 och brons i VM 2006.
Båda medaljerna har vunnits i mixedserien, vilken MMN konsekvent deltagit i efter sitt enda år i hobbyserien; premiären år 2003.
Föreningens viktigaste uppgift är dock att stärka och upprätthålla medlemmarnas fysiska hälsa, och till detta mål ordnas träningstillfällen i såväl kärr- som konventionell fotboll , samt även andra konditionsfrämjande grenar som till exempel löpning och simning, året runt. MMN har även deltagit i Seljes triathlon åren 2005 - 2007, samt i SYHFilis Race år 2006 och i Anders Chydenius-loppet 2008.
Vid VM år 2003 representerades MMN av nio personer, varav endast en kvinna. Sedan dess har föreningen dock växt och lockat till sig flera kvinnor, och består numera av ca 20 aktiva spelare varav ungefär 40% är kvinnor.